# Betty Taylor
Elizabeth Garner »Betty« Taylor-Campbell, kanadska atletinja, * 22. februar 1916, Ingersoll, Ontario, Kanada, † 2. februar 1977.
Nastopila je na poletnih olimpijskih igrah v letih 1932 in 1936, ko je osvojila bronasto medaljo v teku na 80 m z ovirami. Leta 1934 je osvojila srebrno medaljo v isti disciplini na igrah Britanskega imperija.